# Publi Juni Brutus
Publi Juni Brutus (en llatí: Publius Junius Brutus) va ser un magistrat romà del segle ii aC. Formava part de la gens Júnia i de la família dels Juni Brutus, d'origen plebeu.
Era probablement germà de Marc Juni Brutus, i va ser el seu col·lega com a tribú de la plebs l'any 195 aC. L'any 192 aC va ser edil curul, i pretor el 190 aC, i en aquest any va ser destinat a la província d'Etrúria, on va seguir exercint com a propretor també l'any següent (189 aC). Tot seguit el senat li va donar el govern de la Hispània Ulterior.